# DS 3
DS 3 (Citroën DS3 înainte de 2016) este un automobil supermini, comercializat de producătorul francez de automobile Citroën între 2009 și 2019 și lansat oficial în ianuarie 2010. Aceasta a fost prima mașină din noua gamă DS de la Citroën (pronunțat déesse, care înseamnă zeița în franceză). Designul său a fost inspirat de conceptul Citroën DS Inside.